# Hesperus Mountain
Hesperus Mountain est un sommet montagneux américain dans le comté de Montezuma, au Colorado. Il culmine à 4 033 mètres d'altitude. Montagne sacrée des Navajos, il apparaît sur le grand sceau de la nation navajo comme une série de pics noirs.